# Kagayaku sora no shijima ni wa
Kagayaku sora no shijima ni wa (jap. 輝く空の静寂には; dos. W ciszy lśniącego nieba) – ósmy singel zespołu Kalafina, wydany 15 września 2010 roku. Tytułowy utwór został wykorzystany jako ending w ósmym odcinku anime Kuroshitsuji II.
Singel osiągnął 14 pozycję w rankingu Oricon, sprzedano 11 769 egzemplarzy.

## Lista utworów
Wszystkie utwory zostały skomponowane i napisane przez Yuki Kajiurę.
| CD  |                                                                           |      |
| Nr  | Tytuł                                                                     | Czas |
| 1.  | "Kagayaku sora no shijima ni wa" (jap. 輝く空の静寂には)                  | 4:12 |
| 2.  | "adore"                                                                   | 5:16 |
| 3.  | "Kagayaku sora no shijima ni wa 〜Instrumental〜" (jap. 輝く空の静寂には) | 4:12 |
| DVD |                                                                           |      |
| Nr  | Tytuł                                                                     | Czas |
| 1.  | "Kagayaku sora no shijima ni wa" (jap. 輝く空の静寂には) (wideoklip)      |      |

## Notowania
| Lista                       | Pozycja |
| --------------------------- | ------- |
| Oricon Weekly Singles Chart | 14      |
| CDTV                        | 14      |
| J-CD                        | 16      |